# Flugunfall der Air Algérie bei Paris
Bei dem Flugunfall der Air Algérie bei Paris kollidierten am 19. Mai 1960 eine Sud Aviation Caravelle der Air Algérie auf einem Linienflug von Algier nach Paris und eine Stampe & Vertongen SV-4. Zwei Personen kamen dabei ums Leben. Die Stampe wurde zerstört, die Caravelle schwer beschädigt.

## Besatzungen
Die Besatzung der Caravelle bestand aus dem 39-jährigen Flugkapitän Emile-Louis Moussou (6131 Flugstunden, davon 54 auf dem Flugzeugmuster Caravelle SE-210), dem 28-jährigen Ersten Offizier Gilbert-Xavier Lafargue (2000 Flugstunden), dem 36-jährigen Flugingenieur Jean-Bernard Girault (6800 Flugstunden, davon 132 auf SE-210) sowie aus vier Flugbegleitern.
Die Stampe hatte als einzigen Insassen den Piloten René Fabbro. Er hatte 655 Motorflugstunden absolviert, zudem 255 Segelflugstunden. Er galt als guter Pilot mit beispielhafter Selbstbeherrschung und als sehr diszipliniert.
Eine zweite Stampe, die gemeinsam mit Fabbros Maschine gestartet war, folgte ihm im Abstand von etwa 300 m. Sie war an dem Unfall nicht beteiligt, jedoch wurde ihr Pilot Augenzeuge der Kollision und der ihr unmittelbar vorangehenden Umstände.

## Vorgeschichte
Die Stampe war bereits am 22. August 1959 in Angers in einen Zwischenfall verwickelt und danach überholt worden. Der sowjetische Staats- und Regierungschef Nikita Sergejewitsch Chruschtschow stand nach der Pariser Gipfelkonferenz vor der Abreise, was die Flugplanung erschwerte.

## Verlauf
Die Caravelle startete in Algier und bis auf ein teilweises Versagen des Autopiloten im Reiseflug kam es zu keinen sonstigen Zwischenfällen. Während des Anflugs in Richtung Paris wurde den Piloten der Caravelle die Freigabe erteilt, eine Warteschleife zu fliegen, dabei unter Sichtflugregeln zu sinken und danach auf der Landebahn 20 des Flughafens Paris-Orly zu landen. Die Caravelle umflog im Sinkflug ein Überflugzeichen (Marker) und  musste danach vor dem Endanflug eine weitere Kurve zur Ausrichtung fliegen. Als auf einer Höhe von 3600 ft (1100 m), mit ausgefahrenen Luftbremsen, die Sinkrate von 1500 ft/min (460 m/min) auf 1000 ft/min (305 m/min) und die Geschwindigkeit auf 260 kn (480 km/h) verringert wurde, um die Landeklappen auszufahren, überflog die Caravelle den Marker, nachdem sie die Wolkendecke durchbrochen hatte, und flog auf Kurs 290/300°. Der Flugkapitän versuchte, sowohl eine links von ihm auf die Landebahn 20L fliegende Convair zu erblicken, als auch auf seine Landebahn zu achten, um die letzte Kurve zur Ausrichtung zu fliegen.
Der erste Offizier sah eine Stampe rechts vor sich in der Nähe fliegend und es kam, obwohl er sein Steuerhorn nach vorne drückte, 13 Kilometer vom Flughafen Paris-Orly um 10:46 Ortszeit (9:46 Uhr UTC) auf einer Höhe von 1000 m zur Kollision. Die Stampe wurde durch die Kollision zerrissen und der Großteil der Trümmer stürzte zu Boden. Das Dach der Caravelle wurde aufgerissen und das Triebwerk der Stampe drang in die Kabine ein und blieb dort stecken. Weiterhin wurde das Leitwerk beschädigt und beide Triebwerke der Caravelle, die mit 5100 min−1 liefen, fielen durch die eingesaugten Trümmer, darunter ein Rad der Stampe, aus. Durch die Wucht der Kollision wurde auch der Bremsschirm ausgelöst, welcher automatisch abgekoppelt wurde. Dem Flugingenieur gelang es beide Triebwerke neuzustarten; das linke Triebwerk erreichte 8000 und das rechte 5000 min−1. Die Caravelle verblieb flugfähig und landete um 10:50 Uhr Ortszeit ohne weitere Zwischenfälle auf dem Flughafen Paris-Orly.
Bei dem Unfall starben der Pilot und einzige Insasse der Stampe sowie ein Passagier der Caravelle. Weitere 11 wurden im Krankenhaus behandelt und 20 erhielten Erste Hilfe.

## Ursache
Es wurde festgestellt, dass die beiden Flugzeuge sich mit einer Geschwindigkeit von 150 m/s annäherten und in einem Winkel von 13° kollidierten.
Als Unfallfaktoren wurden festgestellt:
- Vereinzelte Wolken erschwerten möglicherweise das gegenseitige Erkennen
- Die Sonne stellte für den Piloten der Stampe für den Fall, dass er in Richtung der Caravelle schaute, eine Erschwernis dar
- Das Sichtfeld der Piloten beider Flugzeuge wurde durch tote Winkel eingeschränkt
- Die Caravelle befand sich in einer kritischen Flugphase, in der der Flugkapitän sowohl auf seine eigene Landebahn als auch auf eine in der Nähe fliegende Convair achten musste
- Durch die dunkelgrüne, matt graue Farbe der Stampe gab es keinen Helligkeitskontrast gegenüber dem Boden, was zusammen mit der geringen Größe der Stampe dazu führte, dass sie selbst aus geringer Distanz nicht erkannt werden konnte

## Weiteres
Durch den Unfall kam es zur Diskussion darüber, ob die Vorschriften für den Sichtflug bei Geschwindigkeiten, die Strahlflugzeuge erreichen, angebracht sind, bei denen die Piloten sich nicht sicher sein können, ob sie durch die alleinige visuelle Erkennung eine bevorstehende Kollision vermeiden können.
Die Caravelle wurde nach dem Unfall zur Caravelle III umgerüstet, erhielt das Kennzeichen 7T-VAI und wurde am 23. September 1973 bei einem Landeunfall, bei dem es keine Todesopfer gab, auf dem Flughafen Algier zerstört.